# Alfonso Olave
Alfonso Olave (* 30. Mai 1995) ist ein chilenischer Tischtennisspieler. Mit der Mannschaft gewann er eine Bronzemedaille bei den Südamerikameisterschaften 2017. Außerdem nahm er zweimal an Panamerikameisterschaften teil und war jeweils einmal beim WTT Contender in Laško, Lima und Novo Mesto zu sehen.
In der Saison 2016/17 spielte Olave mit der Herrenmannschaft des TTSC Kümmersbruck, danach beim SV-DJK Kolbermoor in der Bayernliga. 2018 wechselte er zum FC Bayreuth in die Landesliga, später zum TV Leiselheim.

## Werdegang
Alfonso Olave wurde erstmals im Juni 2010 in der ITTF-Weltrangliste auf Platz 1475 geführt. Erste internationale Auftritte hatte er ab 2012, als er sowohl an der Jugend-Weltmeisterschaft als auch an der Erwachsenen-WM teilnahm. In die Nähe von Medaillenrängen kam er dabei nicht. Im Jahr 2013 zog er mit der Mannschaft ins Achtelfinale bei der Jugend-WM ein. Auf der World Tour hatte er 2015 sowie 2017 einige Auftritte, ein nennenswerter Erfolg ist dabei das Erreichen des Achtelfinales im Doppel bei den Chile Open 2015 zusammen mit Mauricio Bernales (Chile). Im Einzel scheiterte er meist sowohl auf der World Tour als auch bei den Challenge Series. Dreimal war Olave beim WTT Contender zu sehen. Er ist Rechtshänder und verwendet die Shakehand-Schlägerhaltung.

## Turnierergebnisse
| Verband | Veranstaltung            | Jahr | Ort                 | Land | Einzel     | Doppel        | Mixed     | Team          |
| ------- | ------------------------ | ---- | ------------------- | ---- | ---------- | ------------- | --------- | ------------- |
| CHI     | Panamerikameisterschaft  | 2018 | Santiago de Chile   | CHI  | letzte 64  |               |           |               |
| CHI     | Panamerikameisterschaft  | 2017 | Cartagena de Indias | COL  | letzte 64  | Viertelfinale |           | Viertelfinale |
| CHI     | Südamerikameisterschaft  | 2017 | Buenos Aires        | ARG  | letzte 16  | Viertelfinale |           | Halbfinale    |
| CHI     | WTT Contender            | 2022 | Lima                | PER  | letzte 64  |               |           |               |
| CHI     | WTT Contender            | 2021 | Lasko               | SLO  | letzte 128 |               |           |               |
| CHI     | WTT Contender            | 2021 | Novo Mesto          | SLO  | letzte 64  |               |           |               |
| CHI     | Challenge Series         | 2018 | Guadalajara         | ESP  | Qual.      | Viertelfinale |           |               |
| CHI     | Challenge Series         | 2018 | De Haan             | BEL  | letzte 128 | letzte 16     |           |               |
| CHI     | Challenge Series         | 2018 | Zagreb              | CRO  | Qual.      | letzte 32     |           |               |
| CHI     | Challenge Series         | 2017 | Otočec              | SLO  | Qual.      | letzte 64     |           |               |
| CHI     | World Tour               | 2017 | Magdeburg           | GER  | Qual.      |               |           |               |
| CHI     | World Tour               | 2017 | Stockholm           | SWE  | Qual.      |               |           |               |
| CHI     | World Tour               | 2015 | Santiago            | CHI  | Qual.      | letzte 16     |           |               |
| CHI     | Weltmeisterschaft        | 2012 | Dortmund            | GER  |            |               |           | 59            |
| CHI     | Jugend-Weltmeisterschaft | 2013 | Rabat               | MAR  | Qual.      | letzte 32     | letzte 64 | 14            |
| CHI     | Jugend-Weltmeisterschaft | 2012 | Hyderabad           | IND  | Qual.      | letzte 32     | letzte 64 | 17            |